# Ekhagens IF
Ekhagens IF, bildad 22 januari 1974, är en fotbollsklubb i Ekhagen i Jönköping. Klubben har sitt säte på Ekhagsvallen. Klubben har ungdomsverksamhet. 2005 kvalificerade sig 15-årspojkarna (födda 1990) för spel i Pojkallsvenskan.
På klubbens ungdomsavslutning den 5 november 2008 fick man besök av Linköpings FC:s Maria Karlsson. Säsongen 2008 hade klubben två seriesegrarlag i fotboll, flickorna födda 1992/1993 och juniorerna. Säsongen 2009 startade klubben damlag i fotboll. Säsongerna 2011, 2012 och även 2013 seriesegrade P01-laget.